# USS Renshaw (1862)
USS Renshaw – szkuner będący w służbie w czasie wojny secesyjnej. Pierwsza jednostka United States Navy nosząca tę nazwę.
Nowa jednostka, jeszcze nie ożaglowana została zajęta przez załogę z okrętu "Louisiana" na rzece Tar w odległości około 5 mil od Washington (Karolina Północna) 20 maja 1862. Członkowie ekspedycji którzy zabrali go bez dokumentów, nazwali go od dowódcy swojego okrętu Comdr. Richarda T. Renshawa "R. T. Renshaw". Ten przemianował go na "Renshaw" by uhonorować także Williama B. Renshawa. Okręt został przyjęty do służby jako hulk i formalnie zakupiony przez Marynarkę od Bostońskiego Sądu Pryzowego (ang. Boston Prize Court) 28 października 1862,
Służył w Eskadrze Blokadowej Północnego Atlantyku (ang. North Atlantic Blockading Squadron) przez pozostały okres wojny i został sprzedany w Norfolk 12 sierpnia 1865.